# Сподня Каномля
Сподня Каномля (словен. Spodnja Idrija) — поселення на захід від Сподня Ідрія, в общині Ідрія, Регіон Горишка,  Словенія. Висота над рівнем моря: 358 м. Розташоване на невеликому потічку р. Ідрійца.